# Stefanie Pintoff
Stefanie Pintoff (...) è una scrittrice statunitense di gialli di ambientazione storica.

## Lavoro
I libri di Stefanie Pintoff sono ambientati nella New York di inizio '900.
Il suo personaggio Simon Ziele è un detective della polizia che ha perso la sua fidanzata in un incidente navale, mentre Alistair Sinclair è un criminologo talentuoso ed egotista.
Il suo lavoro è conosciuto per le sue trame intricate e ricche di dettagli storici, mettendo in rilievo l'utilizzo dei metodi dell'allora nascente investigazione scientifica.
Con il suo libro In the Shadow of Gotham ha vinto il Minotaur/Mystery Writers of America Award nella categoria "Best First Crime Novel", il premio Edgar Allan Poe Award per il miglior primo romanzo del 2010 e nel 2011 il Washington Irving Book Award.
Il disastro del General Slocum del 1904 svolge un ruolo importante in due suoi romanzi: In the Shadow of Gotham e Secret of the White Rose.

## Opere
- In the Shadow of Gotham, Minotaur Books, 2009[4] - (edito in italiano con il titolo Menti oscure nella collana Il Giallo Mondadori n.3054)
- A Curtain Falls, Minotaur Books, 2010[5] - (edito in italiano con il titolo Sipario di sangue nella collana Il Giallo Mondadori n.3079)
- Secret of the White Rose, Minotaur Books, 2011[6][7] - (edito in italiano con il titolo Il segreto della rosa bianca nella collana Il Giallo Mondadori n.3101)
- Hostage Taker, Ballantine Books, 2015[8]